# Marie Overbye
Marie Overbye (Silkeborg, 19 januari 1979) is een professioneel Deens triatlete en duatlete uit Kopenhagen. Ze is meervoudig Europees kampioen duatlon en Deens kampioen duatlon en triatlon. Verder was ze meerdere malen wereldkampioen duatlon en triatlon bij de junioren. Ook nam ze eenmaal deel aan de Olympische Spelen en won bij die gelegenheid geen medaille.
Overbye deed in 2000 mee aan de eerste triatlon op de Olympische Zomerspelen van Sydney. Ze behaalde een 28e plaats in een tijd van 2:07.17,51, ondanks een blessure die ze drie weken voor de race opliep.
Ze is aangesloten bij Tri-4. Naast triatleet is ze student en strandwacht.

## Titels (elite)
- Europees kampioen triatlon duatlon: 1995, 1996
- Deens kampioen triatlon op de lange afstand: 2002
- Deens kampioen triatlon op de olympische afstand: 1997, 1998, 2000, 2002
- Deens kampioen triatlon Sprint: 2000
- Deens kampioen duatlon: 1997
- Wereldjeugdkampioen triatlon: 1995
- Wereldjeugdkampioen duatlon: 1995, 1996
- Europees jeugdkampioen triatlon: 1993 - 1996
- Deens jeugdkampioen duatlon op de korte afstand: 1992, 1993, 1994, 1995, 1996
- Deens jeugdkampioen duatlon op de lange afstand: 1993, 1994

## Belangrijke prestaties

### triatlon
- 1993:  WK junioren in Manchester - 2:15.24
- 1994:  WK junioren in Wellington - 2:10.23
- 1995:  WK junioren in Cancún - 2:10.16
- 1996:  WK junioren in Cleveland - 2:10.23
- 1997: 4e WK olympische afstand in Perth - 2:01.05
- 1998: 4e EK olympische afstand in Velden - 2:04.55
- 1999: 8e EK olympische afstand in Funchal - 2:03.15
- 1999: 39e WK olympische afstand in Montreal - 2:01.10
- 2000: 34e WK olympische afstand in Perth
- 2000: 4e EK olympische afstand in Stein - 2:09.17
- 2000: 4e WK olympische afstand in Perth - 2:09.17
- 2000: 28e Olympische Spelen in Sydney - 2:07.17,51